# Caratê nos Jogos Asiáticos de Artes Marciais de 2009
As competições de caratê nos Jogos Asiáticos de Artes Marciais de 2009 ocorreram entre 6 e 8 de agosto. Dez eventos foram disputados.

## Calendário
| Agosto | 1 | 2 | 3 | 4 | 5 | 6 | 7 | 8 | 9 | Finais |
| ------ | - | - | - | - | - | - | - | - | - | ------ |
| Caratê |   |   |   |   |   | 3 | 4 | 3 |   | 10     |

## Quadro de medalhas
| Ordem | País          | Medalha de ouro | Medalha de prata | Medalha de bronze |    |
| ----- | ------------- | --------------- | ---------------- | ----------------- | -- |
| 1     | Japão         | 4               | 1                | 1                 | 6  |
| 2     | China         | 1               | 1                | 1                 | 3  |
| 2     | Macau         | 1               | 1                | 1                 | 3  |
| 4     | Taipé Chinesa | 1               | 1                |                   | 2  |
| 5     | Cazaquistão   | 1               |                  | 2                 | 3  |
| 6     | Malásia       | 1               |                  | 1                 | 2  |
| 7     | Síria         | 1               |                  |                   | 1  |
| 8     | Vietname      |                 | 2                | 3                 | 5  |
| 9     | Kuwait        |                 | 1                | 2                 | 3  |
| 10    | Hong Kong     |                 | 1                |                   | 1  |
| 10    | Indonésia     |                 | 1                |                   | 1  |
| 10    | Coreia do Sul |                 | 1                |                   | 1  |
| 13    | Jordânia      |                 |                  | 3                 | 3  |
| 14    | Tailândia     |                 |                  | 2                 | 2  |
| 14    | Uzbequistão   |                 |                  | 2                 | 2  |
| 16    | Afeganistão   |                 |                  | 1                 | 1  |
| 16    | Índia         |                 |                  | 1                 | 1  |
| TOTAL | TOTAL         | 10              | 10               | 20                | 40 |

## Medalhistas
| Evento                             | Ouro                              | Prata                            | Bronze                                                              |
| Até 55 kg masculino (detalhes)     | TPE Taipé Chinês Hsieh Cheng-Kang | VIE Vietnã Nguyen Manh Tuan      | IND Índia Laxman Singh THA Tailândia Hirannithishatphol Saratham    |
| Até 60 kg masculino (detalhes)     | JPN Japão Masahiko Ota            | KOR Coreia do Sul Lee Ji-Hwan    | KAZ Cazaquistão Darkhan Assadilov KUW Kuwait Mohammad Hashim Qasem  |
| Até 67 kg masculino (detalhes)     | JPN Japão Shinji Nagaki           | VIE Vietnã Nguyen Ngoc Thanh     | AFG Afeganistão Sayed Mohammad Amiri MAC Macau Pang Iat Long        |
| Até 75 kg masculino (detalhes)     | SYR Síria Naowras Al-Hamwi        | KUW Kuwait Ahmad Al-Mesfer       | JPN Japão Kenta Kai THA Tailândia Yuttana Klamprabud                |
| Até 84 kg masculino (detalhes)     | JPN Japão Ryosuke Shimizu         | INA Indonésia Hendro Salim       | MAS Malásia Mohd Hatta Mahamut KUW Kuwait Ahmad Al-Dousari          |
| Mais de 84 kg masculino (detalhes) | KAZ Cazaquistão Khalid Khalidov   | CHN China Li Peng                | UZB Uzbequistão Rustam Ashurov JOR Jordânia Amer Abu Afifeh         |
| Até 50 kg feminino (detalhes)      | MAC Macau Kou Man I               | TPE Taipé Chinês Chen Yen-Hui    | VIE Vietnã Dao Thi Thoan CHN China Li Hong                          |
| Até 55 kg feminino (detalhes)      | CHN China Chen Dan                | JPN Japão Miki Kobayashi         | VIE Vietnã Luu Thi Thuy Hoa KAZ Cazaquistão Venera Zhetibay         |
| Até 61 kg feminino (detalhes)      | JPN Japão Sayuri Maejima          | HKG Hong Kong Chan Ka Man        | JOR Jordânia Manar Shath VIE Vietnã Bui Thi Trieu                   |
| Mais de 61 kg feminino (detalhes)  | MAS Malásia Jamaliah Jamaludin    | MAC Macau Paula Cristina Pereira | UZB Uzbequistão Sofiya Kaspulatova JOR Jordânia Buthaina Al-Mahsiri |